# Bathylaco macrophthalmus
Bathylaco macrophthalmus е вид лъчеперка от семейство Alepocephalidae.

## Разпространение и местообитание
Видът е разпространен в Панама.
Среща се на дълбочина от 716 до 3570 m, при температура на водата около 6,3 °C и соленост 34,6 ‰.